# Baradesa

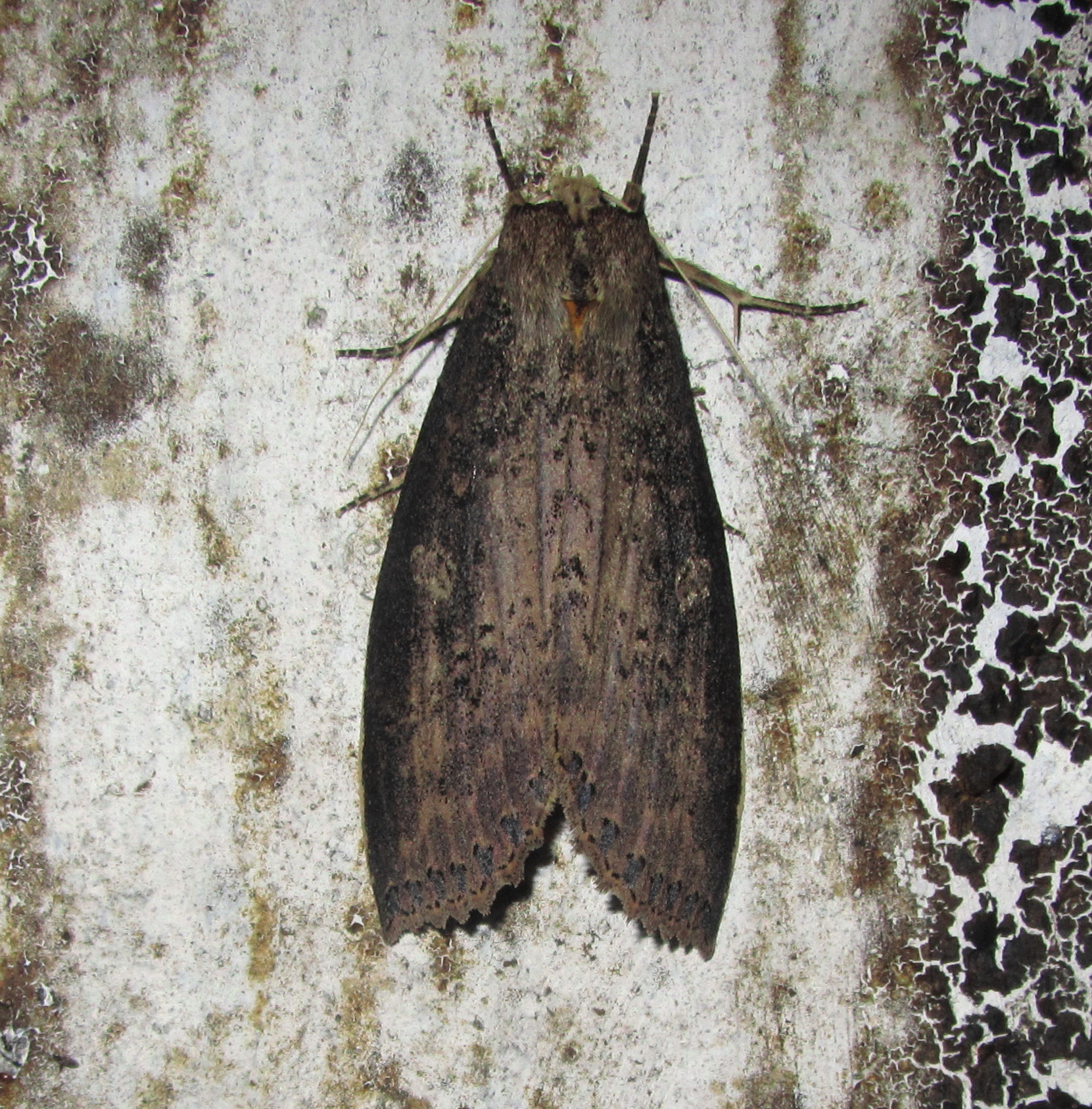
Baradesa lithosiodes

Baradesa is een geslacht van vlinders van de familie tandvlinders (Notodontidae).

## Soorten
- B. lithosioides Moore, 1883
- B. omissa Rothschild, 1917